# Taubenturm (Lillemer)

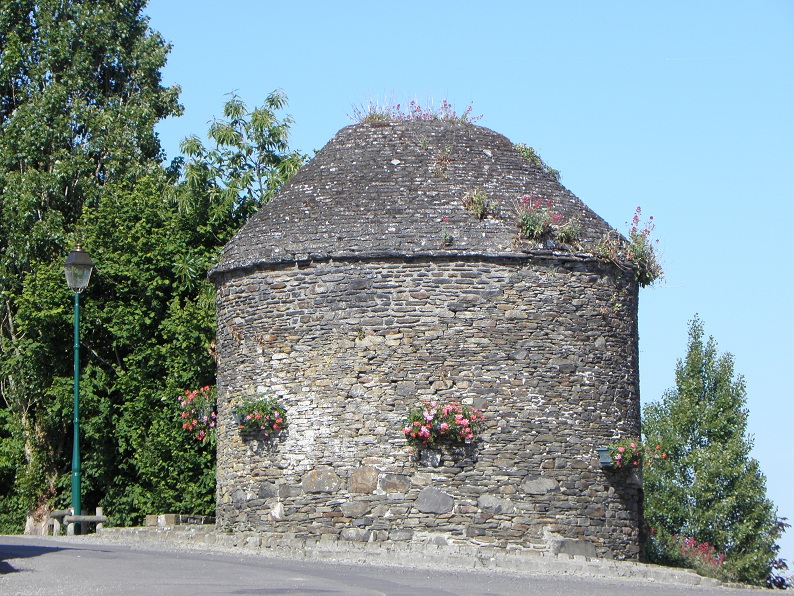
Taubenturm in Lillemer

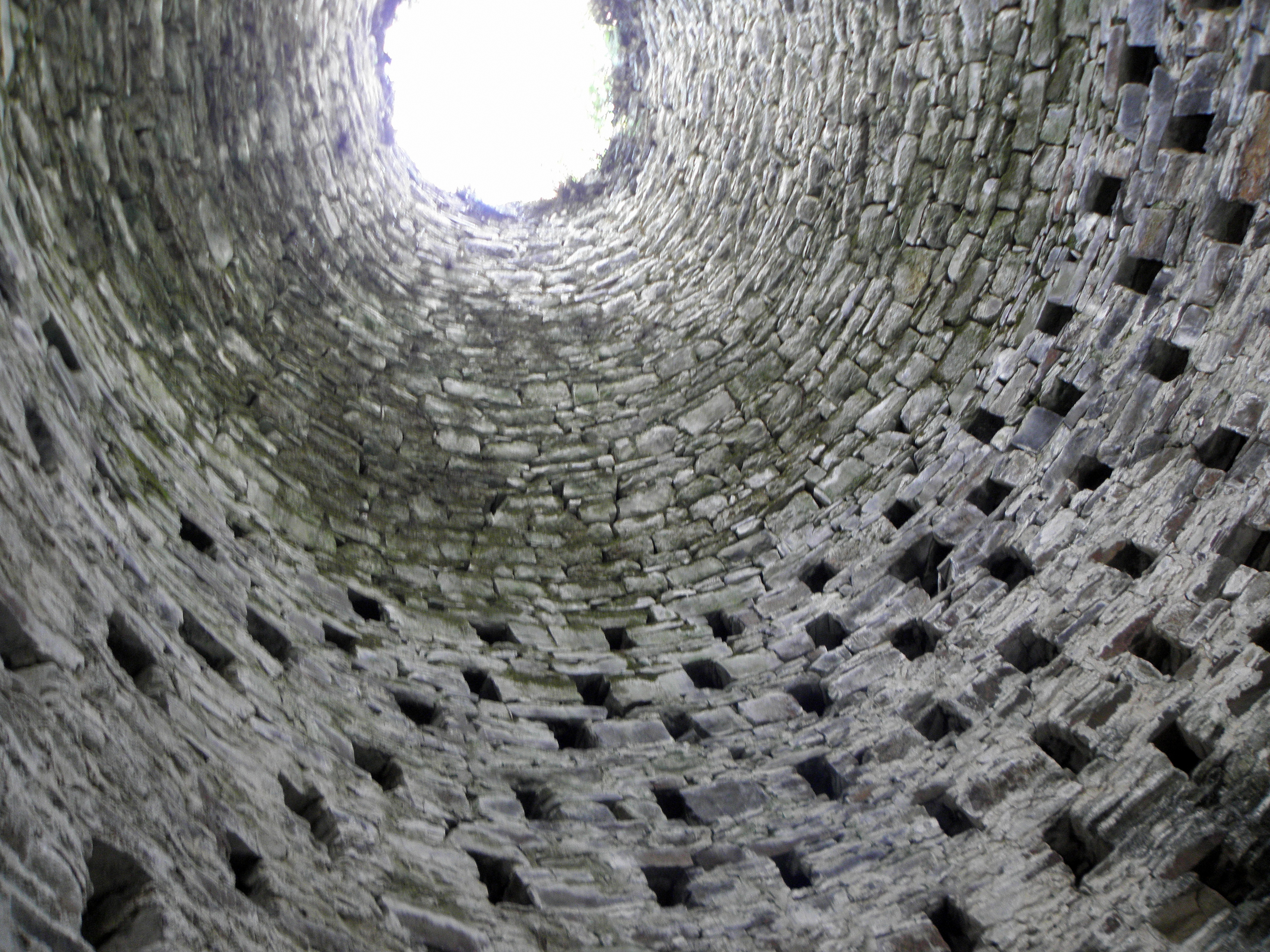
Innenansicht mit Nestern

Der Taubenturm (französisch colombier oder pigeonnier) in Lillemer, einer französischen Gemeinde im Département Ille-et-Vilaine in der Region Bretagne, wurde im 17. Jahrhundert errichtet. Der Taubenturm gehörte bis zur Revolution von 1789 der Grundherrschaft, die vom Bischof von Dol-de-Bretagne ausgeübt wurde.
Der runde Turm aus Bruchsteinmauerwerk wird von einem schiefergedeckten Dach abgeschlossen.